# 197 (číslo)
Sto devadesát sedm je přirozené číslo, které následuje po čísle sto devadesát šest a předchází číslu sto devadesát osm. Římskými číslicemi se zapisuje CXCVII a řeckými číslicemi ρϟζ.

## Matematika
197 je:
- Dvacáté trojciferné prvočíslo
- Nešťastné číslo
- Nepříznivé číslo
- Tvoří prvočíselnou dvojici s číslem 199
- Ve dvojkové soustavě se skládá ze stejného počtu jedniček a nul (viz výše)
- Součet ciferných součtů všech dvojciferných prvočísel
- Palindrom ve čtrnáctkové soustavě (10114)

## Chemie
- 197 je nukleonové číslo jediného přírodního izotopu zlata.[1]

## Astronomie
- (197) Arete je planetka hlavního pásu, kterou objevil v roce 1879 Johann Palisa.

## Doprava
- Silnice II/197 je česká silnice II. třídy vedoucí na trase Horšovský Týn – Bělá nad Radbuzou – Železná – Německo.[2]

## Roky
- 197
- 197 př. n. l.